# Parti de l'impôt sur le revenu
Le Parti de l'impôt sur le revenu (Revenue Tariff Party en anglais) également connu comme le parti pour la réforme de l'impôt (Tariff Reform Party en anglais) a été un petit parti politique australien qui a existé en Tasmanie en 1903. Il a vu un de ses membres, William McWilliams, élu à la Chambre des représentants et un autre, Henry Dobson, au Sénat lors de l'élection fédérale de 1903. Il a rejoint le Free Trade Party peu de temps après l'élection et on n'en a plus entendu parler.